# Waikanae (Kapiti Coast)
Waikanae ist eine Stadt im Kapiti Coast District der Region Wellington auf der Nordinsel von Neuseeland.

## Namensherkunft
Der Name der Stadt bedeutet in der Sprache der Māori „Der Wasserlauf der Meeräsche“, wobei „wai“ für Wasser und „kanae“ für Meeräsche steht.

## Geographie
Die Stadt befindet sich rund 34 km nordnordöstlich von Porirua und rund 32 km südwestlich von Levin an der Küste der Kapiti Coast. Wellington, als größte Stadt der Region, liegt rund 52 km in südsüdwestlicher Richtung.
Waikanae Beach ist der angrenzende Ort zur Küste hin und rund 5 km nordnordwestlich ist dies der Ort Peka Peka. Östlich der Stadt erheben sich die Tararua Range und befindet sich das Akatarawa Valley, in dem das Wildschutzgebiet Staglands Wildlife Reserve liegt. Südlich der Stadt fließt der Waikanae River vorbei und mündet rund 5 km westlich des Stadtzentrums in die Tasmansee.

## Bevölkerung
Zum Zensus des Jahres 2013 zählte der Ort 7587 Einwohner, 3,4 % mehr als zur Volkszählung im Jahr 2006.

## Wirtschaft
In der Stadt befinden sich einige Dienstleistungsbetriebe, am südlichen Stadtrand ein Steinbruch und Kies und Betonwerke. Im Umland wird bevorzugt Schafzucht betrieben.

## Infrastruktur

### Straßenverkehr
Durch Waikanae führt der New Zealand State Highway 1, der die Stadt mit allen an der Küste nach Norden und nach Süden liegenden Städte und Orte verbindet. Eine ins Gebirge führende Landstraße zweigt nach Süden ab und verbindet die Stadt mit dem rund 28 km südlich liegenden Upper Hutt.

### Schienenverkehr
Ebenfalls durch die Stadt führt die Bahnstrecke North Island Main Trunk Railway. Von der Stadt aus führen Vorortzüge der Kapiti Coast Linie nach Wellington. Auf dem Streckenabschnitt nach Paraparaumu betreibt Kiwi Rail Scenic Journeys zwei Zugverbindungen, die Capital Connection zwischen Palmerston North und Wellington sowie den Northern Explorer zwischen Auckland und Wellington.